# 가키네 다쿠야
가키네 다쿠야(일본어: 垣根 拓也, 1991년 10월 3일 ~ )는 일본의 축구 선수이다.

## 구단 경력
그는 2014년부터 2019년까지 J리그의 FC 마치다 젤비아, 그루자 모리오카, 후지에다 MYFC, 블라우블리츠 아키타에서 활동하였다.